# Route nationale 5 (Algérie)
Pour les articles homonymes, voir Route nationale 5.
La Route nationale 5 (RN5), aussi appelée route du Constantinois, est une route nationale algérienne reliant Alger à Constantine. Ce fut pendant très longtemps l'axe principal entre la capitale et l'est du pays et la route la plus fréquentée jusqu'à l'ouverture de l'Autoroute Est-Ouest.

## Paysage
La route emprunte le chemin historique entre Alger et la Kabylie à travers les plaines jusqu'à Thenia où elle bifurque vers le sud à travers les gorges de l'Oued Isser jusqu'à Lakhdaria. De là elle suit l'oued Djemaa jusqu'à Bouira où elle contourne le massif du Djurdjura par le sud à travers la vallée de l'Oued Dhous et l'Oued Sahel jusqu'à l'entrée de la vallée de la Soummam où elle bifurque à nouveau vers le sud à travers la chaîne des Bibans pour atteindre la région des hauts plateaux en passant par Bordj Bou Arreridj et Sétif pour enfin suivre l'oued Rhummel de Tadjenanet jusqu'à Constantine.

## Historique
Elle est érigée comme route impériale n°5 en 1864 sous le règne de Napoléon III, avec les quatre autres premières routes.

## Parcours
- Alger (km 0)
- Autopont de El Harrach 5 maisons (km 12)
- Trémie de Bab Ezzouar (km 15,5)
- Echangeur RN5E  (km 16,5)
- Echangeur Rocade Nord d'Alger (km 18)
- Echangeur d'El Hamiz (km 21,5)
- Rouïba km (24,5)
- Reghaïa (km 30)
- Sortie autoroutière de Boudouaou (km 35,3)
- Sortie autoroutière de Boumerdès (km 40)
- Sortie autoroutière de Tidjelabine (km 45)
- Sortie autoroutière de Thenia ouest (km 49,2)
- Sortie autoroutière de Thenia est (km 53) sur l'oued Arbia
- Echangeur RN12 (km 54)
- Sortie autoroutière de Souk El Hed (km 57,7)
- Sortie autoroutière de Beni Amrane (km 60)
- Lakhdaria (km 74,5)
- Kadiria (km 84,7)
- Aomar (km 94)
- Bouira (km 118)
- Ahnif bifurcation vers Bejaia (km 155)
- Bordj Bou Arreridj (km 232)
- Bir Kasdali (km 260)
- Sétif (km 349)
- El Eulma entrée Ouest (km 373)
- Tadjenanet (km 406)
- Chelghoum Laïd (km 424)
- Oued Athmania (km 442)
- Echangeur avec Autoroute Est-Ouest à Aïn Smara (km 465)
- boussouf (km 477)
- Constantine RN3 (km 481)